# Килиния
Килѝния (на гръцки: Kοιλίνια) е село в Кипър, окръг Пафос. Според статистическата служба на Република Кипър през 2001 г. селото има 42 жители.
Намира се на 2 км източно от Статос-Агиос Фотиос. Килиния е населенo предимно с възрастни хора, фермери, чието препитание е селското стопанство.